# Douglas Peaks
Douglas Peaks – grupa szczytów na południowo-wschodnim krańcu pasma Heritage Range w Górach Ellswortha w Antarktydzie Zachodniej.

## Nazwa
Nazwa upamiętnia pilota Johna Douglasa, który ewakuował drogą lotniczą na pilną operację appendektomii jednego z członków ekspedycji Uniwersytetu Minnesoty badającej Góry Ellswortha w pierwszej połowie lat 60. XX wieku .

## Geografia
Douglas Peaks obejmuje grupę szczytów na południowo-wschodnim krańcu pasma Heritage Range w Górach Ellswortha w Antarktydzie Zachodniej . Wznoszą się one na południe od lodowca Plummer Glacier .
Do grupy zalicza się m.in. Gliozzi Peak (1475 m n.p.m.) .